# Rio Madeira Aerotáxi
A Rio Madeira Aerotáxi, também chamada de Rima, é uma companhia aérea brasileira sediada em Porto Velho, operando na modalidade táxi aéreo transportando cargas e passageiros nos Estados de Rondônia, Acre e Amazonas.

## Histórico
A Rima nasceu em 21 de novembro de 2001, com o objetivo de atender a região norte do país, especificamente a Amazônia Ocidental, com sua base em principal em Porto Velho, base secundária em Rio Branco e escritórios para atendimento em Lábrea, Feijó e Tarauacá.
Em abril de 2015 consegue aprovação junto a Agência Nacional de Aviação Civil para operar no trecho Cacoal/Porto Velho/Cacoal e Porto Velho/Labrea/Porto Velho diariamente, com aeronaves Cessna 208.

## Frota
| Aeronaves                                   | Frota |
| ------------------------------------------- | ----- |
| Cessna C208B Grand Caravan                  | 3     |
| Mitsubishi MU-2                             | 1     |
| North American Rockwell Turbo Commander 680 | 1     |